# Zone sensible (Suède)
Pour les articles homonymes, voir Zone sensible.
Une zone sensible (en suédois : utsatt omrade) est un terme appliqué par la police suédoise aux zones à taux de criminalité et d'exclusion sociale élevés,,. On les appelle familièrement « zones interdites »,. Dans le rapport de décembre 2015, on comptait 53 zones vulnérables, ce chiffre est passé à 61 en juin 2017.